# Moritz von Haber
Pour les articles homonymes, voir Haber.
Moritz von Haber (22 novembre 1798, Karlsruhe – 3 novembre 1874) est un financier autrichien.

## Biographie
Fils de Salomon von Haber, il reprend, avec son frère Ludwig von Haber von Linsberg, la banque familiale après la mort de leur père en 1839.
Haber, comme ses frères, se convertit du judaïsme au christianisme.
De 1823 à 1838, il réside à Paris, Londres et au Portugal. Il dirige les affaires financières des branches française et carliste des Bourbons.
Il bénéficie d'un accès direct à la cour, en particulier avec la grande-duchesse Sophie, qui le charge d'une mission diplomatique en Suède.
Il est l'un des cofondateurs de la Darmstädter Bank für Handel und Industrie en 1853, aux côtés de Gustav von Mevissen et Abraham Oppenheim. Il prend également part à la création du Österreichische Credit-Anstalt.
Il est membre de conseil de surveillance de la St. Gallen gegründeten Deutsch-Schweizerischen Kreditbank.
Il fut marié deux fois. Tout d'abord à Germaine Worms de Romilly, fille d'Olry Worms de Romilly, puis à Marianne Oppenheim, fille de Salomon Oppenheim. Il Maria ses filles à des grands noms de la noblesse : Ernest-Henri de Grouchy et d'Auguste Legrand de Villers.
Il eut également une liaison illégitime avec Ida de Brunhoff, dont naquirent Maurice de Brunhoff (père de Michel et de Jean de Brunhoff) et deux filles mariées respectivement à Maurice Bunau-Varilla et à Philippe Bunau-Varilla.

## Sources
- Heinrich Schnee, Hofbankier Salomon von Haber als badischer Finanzier, in: Zeitschrift für die Geschichte des Oberrheins, Bd. 109, 1961, S. 341-359
- Albrecht Strobel, Der Fall des Bankhauses S. v. Haber & Söhne Ende 1847, in: Alemannisches Jahrbuch, 1973/75, S. 597-635
- Rainer Wirtz, Widersetzlichkeiten, Excesse, Crawalle, Tumulte und Skandale, Baden-Baden 21998, S. 130-145.